# Dieudonné Kamdem
Pour les articles homonymes, voir Kamdem.
Dieudonné Kamdem est un entrepreneur et homme politique camerounais.  
Il est maire de Baham depuis le 24 octobre 2020. 

## Biographie

### Enfance, éducation et débuts
Dieudonné Kamdem débute dans le monde des affaires dans les années 1980 par le commerce de l’huile de palme à Baham. Il développe une activité d’importation d’allumettes dans la ville voisine de Bafoussam avant de rejoindre Douala. On le surnomme Kam Matches et Kamdem, l’homme des allumettes.
Dès le début des années 1990, il constitue un groupe exercant dans l’industrie à travers la Société camerounaise de transformation de blé (SCTB), future filiale du groupe Société africaine de distribution et de promotion industrielle (Sadipin).

### Carrière
Il est fondateur du groupe Sadipin.

#### Sports
Il est propriétaire de deux clubs Fovu de Baham,,, et Astres de Douala.

#### Politique
Depuis le 24 octobre 2020, il est à la tête de la mairie de Baham. Son installation est faite par le préfet des Hauts-Plateaux, Ousmanou Yampen.

## Récompenses et nominations
- 2020: Maire de la commune de Baham[7]